# Together Forever (DJ Lhasa)
Together Forever è un singolo dell'anno 2003 del dj Maurizio Braccagni, in arte DJ Lhasa, cover dell'omonimo brano di Rick Astley.

## Tracce
1. Together Forever (Ma.Bra. Radio Edit) 2:56
2. Utopia (Ma.Bra. Radio Edit) 2:53
3. Together Forever (Extended Mix) 5:00
4. Utopia (Extended Mix) 4:45
5. DJ Lhasa Free Samples #2 5:31